# Plymouth New Finer
Plymouth New Finer – samochód osobowy wyprodukowany pod amerykańską marką Plymouth w latach 1931–1932.

## Galeria

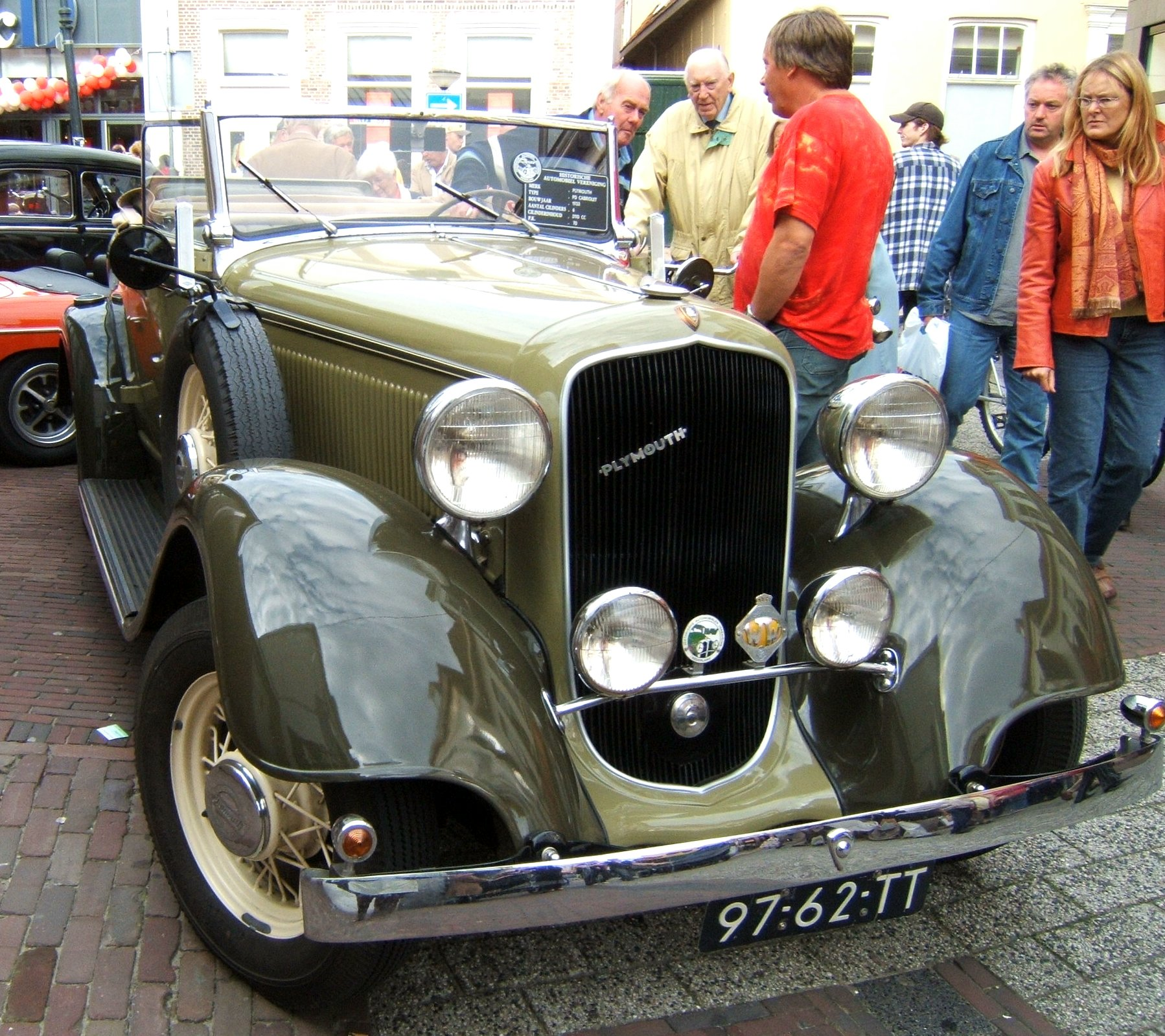
Plymouth New Finer
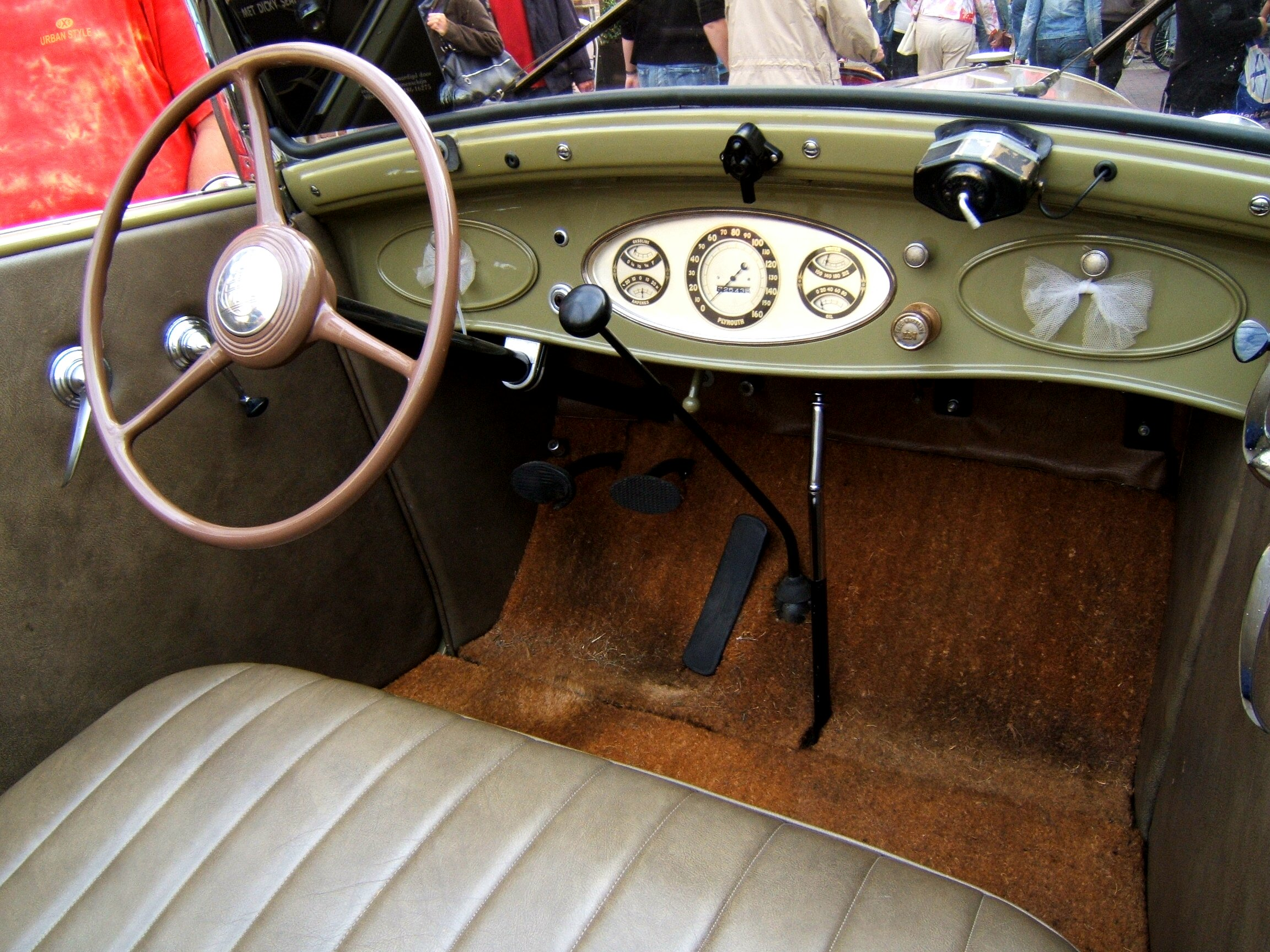
Plymouth New Finer - wnętrze